# Kasjopeja (mitologia)

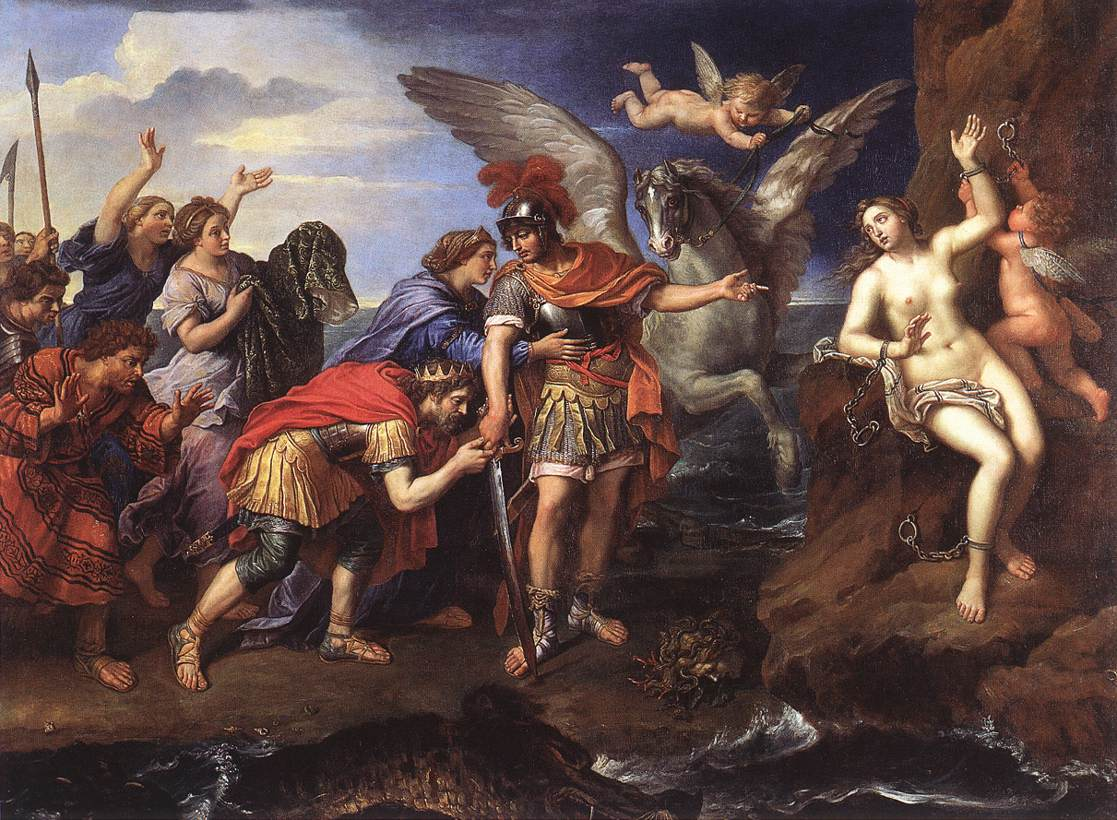
Pierre Mignard: Perseusz i Andromeda (Król Etiopii, Kefeus i królowa Kasjopeja dziękują Perseuszowi za uwolnienie ich córki), obraz olejny na płótnie, 1679 r., Luwr, Paryż

Kasjopeja (także  Kassjopeja, Kasjopea; gr. Κασσιόπη Kassiópē, Κασσιέπεια Kassiépeia, łac. Cassiope, Cassiepeia) – w mitologii greckiej królowa Etiopii.
Uchodziła za żonę króla Etiopii, Cefeusza (Kefeusa) i matkę Andromedy. Była bardzo urodziwa, ale jednocześnie niezwykle próżna i zarozumiała. Bogowie przemienili ją po śmierci w gwiazdozbiór nieba północnego.
Mityczna Kasjopeja jest identyfikowana z gwiazdozbiorem Kasjopei (Cassiopeia). Widnieje na niebie niedaleko konstelacji, Andromedy (Andromeda), Cefeusza (Cepheus), Perseusza (Perseus), Pegaza (Pegasus), Wieloryba (Cetus), które są z nim mitologicznie powiązane. Imieniem królowej nazwano rodzaj roślin z rodziny wrzosowatych – kasjopeja (Cassiope).